# آبراهام جکوبی

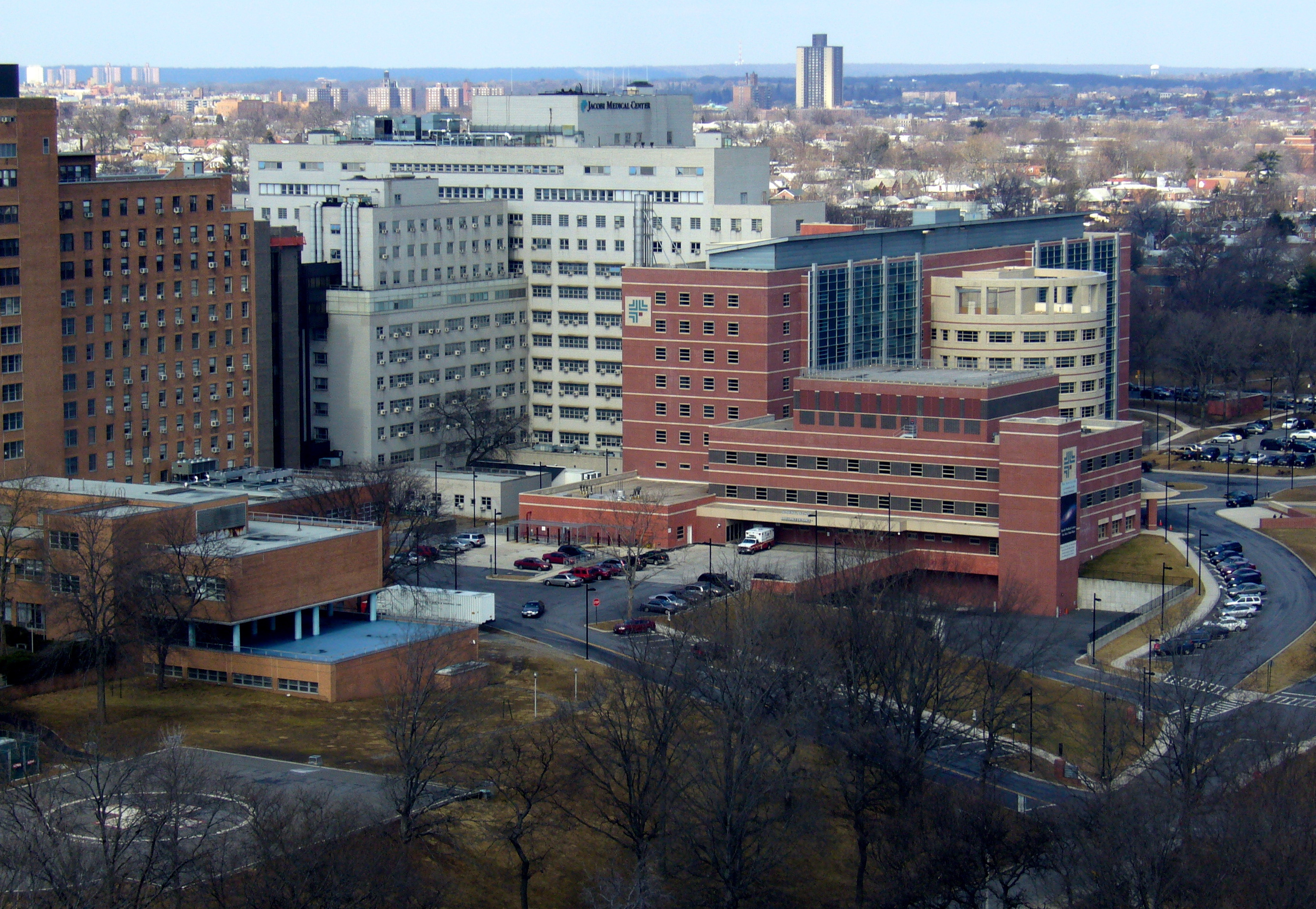
مرکز پزشکی جکوبی در نیویورک

آبراهام جکوبی (به آلمانی: Abraham Jacobi) (۶ مه ۱۸۳۰ – ۹ ژوئیه ۱۹۱۹) یک پزشک آلمانی و از پیشگامان پزشکی کودکان بود. او اولین کلینیک پزشکی کودکان را در کشور ایالات متحده آمریکا افتتاح کرد.تا کنون او تنها رئیس انجمن پزشکی آمریکا بوده‌است که خارج از ایالات متحده متولد شده‌است. به وی لقب پدر پزشکی کودکان آمریکا را داده‌اند.